# Symphodus tinca
Symphodus tinca là một loài cá biển thuộc chi Symphodus trong họ Cá bàng chài. Loài này được mô tả lần đầu tiên vào năm 1758.

## Từ nguyên
Từ định danh tinca được đặt theo danh pháp của Tinca tinca, vì S. tinca được cho là giống với loài cá này.

## Phạm vi phân bố và môi trường sống
S. tinca có phạm vi phân bố ở Đông Bắc Đại Tây Dương. Loài này được tìm thấy từ bờ biển Tây Bắc Tây Ban Nha trải dài đến Bắc Maroc. ở phía đông, S. tinca xuất hiện trên khắp các vùng bờ biển Địa Trung Hải, và mở rộng phạm vi đến toàn bộ Biển Đen nhưng không được ghi nhận ở biển Azov.
S. tinca sống gần các mỏm đá phủ đầy tảo và trong các thảm cỏ biển ở khu vực cận duyên hải, đôi khi cũng được tìm thấy trong các đầm phá ven bờ ở độ sâu đến 50 m.

## Mô tả
Chiều dài cơ thể tối đa được ghi nhận ở S. tinca là 44 cm; tuổi thọ tối đa được ghi nhận ở loài này là 15 năm tuổi. Tuy nhiên, chiều dài thường được quan sát ở S. tinca là khoảng 25 cm. Như những loài cá bàng chài khác, S. tinca là loài lưỡng tính tiền nữ.
Cá trưởng thành (đực lẫn cái) đều có một đốm đen nhỏ ở gốc vây đuôi và một đốm sẫm màu ngay trên vây ngực. Nhiều vệt đốm sẫm màu tạo thành 3 hoặc 4 dải sọc dọc trên cơ thể. Cá cá có màu lục xám hoặc nâu xám, bụng màu bạc ánh. Cá đực có màu sắc sặc sỡ hơn, đặc biệt là vào giai đoạn sinh sản: màu xanh lục nhạt, xanh lục lam hoặc vàng lục; có các hàng đốm đỏ. Các vây có các vệt màu xanh lam, xanh lục, đỏ và vàng.
Số gai ở vây lưng: 14–16; Số tia vây ở vây lưng: 9–12; Số gai ở vây hậu môn: 3; Số tia vây ở vây hậu môn: 9–11; Số gai ở vây bụng: 1; Số tia vây ở vây bụng: 5.

## Sinh thái và hành vi
Thức ăn của S. tinca là các loài động vật thân mềm, động vật giáp xác và động vật da gai. Cá đực trưởng thành sẽ dựng tổ từ tảo để những con cá cái đến đẻ trứng vào thời kỳ sinh sản. Trứng được chăm sóc và bảo vệ bởi cá đực.